# RKS Lwów
RKS Lwów (pełna nazwa: Robotniczy Klub Sportowy Lwów) – polski klub piłkarski z siedzibą we Lwowie. Rozwiązany podczas II wojny światowej.

## Historia
Piłkarska drużyna RKS została założona we Lwowie w 1921 roku. Klub posiadał stadion na Bogdanówce (obecnie Stadion Silmasz). Stadion ten służył również A-klasowej drużynie ukraińskiej "Zoria". Zespół reprezentował tramwajarzy i przez dłuższy czas występował w niższych klasach (w latach 1922-1923 C-klasa, w latach 1924-1932 klasa B). Po utworzeniu ligi okręgowej w 1933 występował na jej zapleczu. W sezonie 1935 zdobył mistrzostwo A-klasy i w rozgrywkach finałowych mistrzów trzech grup o awans do ligi okręgowej, pokonał Koronę Sambor i Jehudę Tarnopol. Do ligi okręgowej lwowskiego OZPN (jedna z najbardziej prestiżowych lig okręgowych w przedwojennej Polsce) RKS przystąpił dopiero w 1936. Przez 5 sezonów w najwyższej lidze zespół rozegrał 81 meczów, w których zdobył 68 pkt, strzelił 104 goli i stracił 135 bramek.
W 1926 roku było jednym z klubów założycielskich Związku Robotniczych Stowarzyszeń Sportowych Rzeczypospolitej Polskiej. Innymi klubami były RTS „Widzew”, RKS „Skra”, RKS „Marymont”, RTKS „Sarmata” i RKS „Siła-Janów”.
Słynnym wychowankiem RKS-u był Kazimierz Górski - człowiek, który na trwałe wpisał się do historii polskiej piłki nożnej.
We wrześniu 1939, kiedy wybuchła II wojna światowa, klub przestał istnieć.

## Wyniki z wszystkich sezonów
| Sezon     | Rozgrywki ligowe                    | Rozgrywki ligowe                    | Rozgrywki ligowe                    | Uwagi                                                                            |
| Sezon     | Liga                                | Liga                                | Miejsce                             | Uwagi                                                                            |
| --------- | ----------------------------------- | ----------------------------------- | ----------------------------------- | -------------------------------------------------------------------------------- |
| 1922      | IV                                  | Klasa C (gr. Lwów)                  |                                     |                                                                                  |
| 1923      | III                                 | Klasa B (gr. Lwów)                  |                                     |                                                                                  |
| 1924      | III                                 | Klasa B (gr. Lwów)                  |                                     |                                                                                  |
| 1925      | klub nie uczestniczył w rozgrywkach | klub nie uczestniczył w rozgrywkach | klub nie uczestniczył w rozgrywkach | klub nie uczestniczył w rozgrywkach                                              |
| 1926      | IV                                  | Klasa C (gr. Lwów)                  |                                     | Zwycięstwo w finale Klasy C.                                                     |
| 1927      | IV                                  | II liga (gr. Lwów)                  |                                     |                                                                                  |
| 1928      | IV                                  | Klasa C (gr. Lwów)                  |                                     |                                                                                  |
| 1929      | IV                                  | Klasa C (gr. Lwów)                  |                                     | Zwycięstwo w finale Klasy C i awans.                                             |
| 1930      | III                                 | Klasa B (gr. Lwów)                  |                                     |                                                                                  |
| 1931      | III                                 | Klasa B (gr. Lwów)                  |                                     |                                                                                  |
| 1932      | III                                 | Klasa B (gr. Lwów)                  |                                     |                                                                                  |
| 1933      | III                                 | Klasa B (gr. Lwów)                  | 2/12                                |                                                                                  |
| 1934      | III                                 | Klasa A (gr. Lwów)                  |                                     |                                                                                  |
| 1935      | III                                 | Klasa A (gr. Lwów)                  | 1                                   | Zwycięstwo w finale Klasy A i awans.                                             |
| 1936      | II                                  | Liga okręgowa (gr. lwowska I)       | 3/5                                 |                                                                                  |
| 1936/1937 | II                                  | Liga okręgowa (gr. lwowska)         | 10/12                               |                                                                                  |
| 1937/1938 | II                                  | Liga okręgowa (gr. lwowska)         | 11/14                               |                                                                                  |
| 1938/1939 | II                                  | Liga okręgowa (gr. lwowska)         | 11/13                               |                                                                                  |
| 1939/1940 | II                                  | Liga okręgowa (gr. lwowska)         | 11/11                               | Rozgrywki przerwane po rozegraniu jednego meczu przez wybuch II wojny światowej. |